# Cadulus aequatorialis
Cadulus aequatorialis is een Scaphopodasoort uit de familie van de Gadilidae. De wetenschappelijke naam van de soort is voor het eerst geldig gepubliceerd in 1932 door Jaeckel.